# Forggensee
Il Forggensee è un lago artificiale vicino alla città di Füssen e al Castello di Neuschwanstein di Ludovico II di Baviera.

## Geografia
Il lago è posto a un'altitudine di 780 m sul livello del mare. 
La maggiore profondità è di 41 m. Il suo volume è approssimativamente di 0,168 km³. Il principale immissario ed emissario è il Lech a sua volta affluente del Danubio. Proprio accanto al Forggensee c'è il Bannwaldsee.
Il lago si trova nella Baviera, più precisamente nell'Algovia Orientale e le città prossime sono: Schwangau, Füssen, Halblech, Rieden am Forggensee, Roßhaupten.